# Cleora acacicola
Cleora acacicola là một loài bướm đêm trong họ Geometridae.